# Blue Phoenix
«Голубой Феникс» — первая в истории Таиланда авиационная пилотажная группа Королевских военно-воздушные силх Таиланда. Летает на пяти учебных винтовых самолётах Pilatus PC-9. Группа была основана в 2012 году в честь 100-летия создания ВВС. Группа является частью авиационной тренировочной школы ВВС, базируется на авиабазе Камфаенг саен.

## Галерея

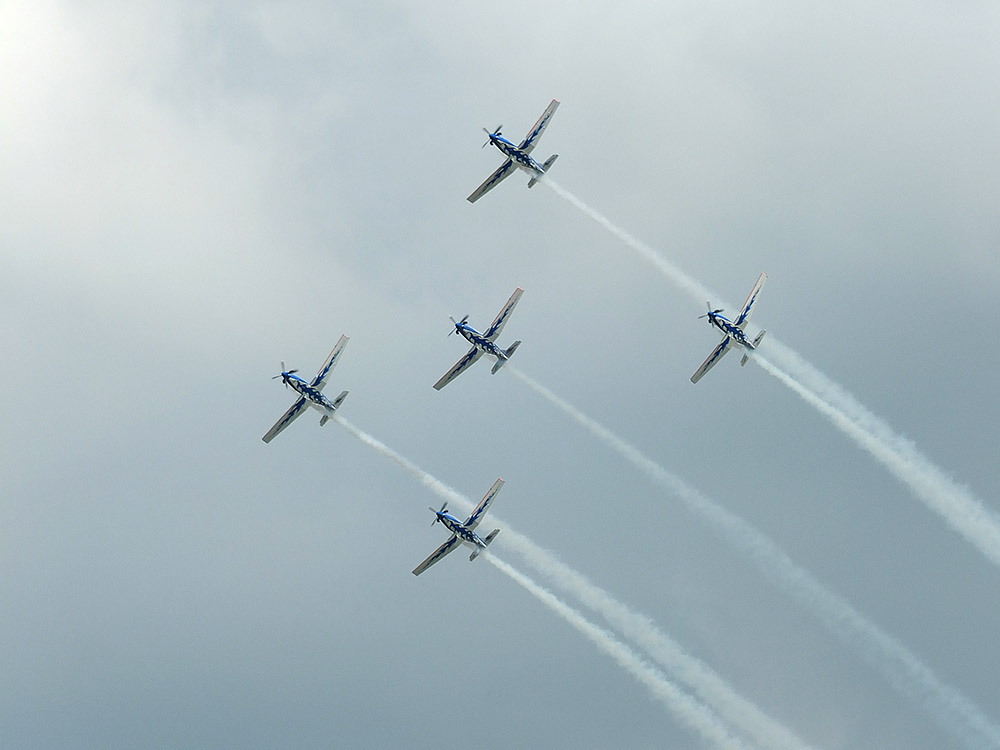